# Estação Rue Saint-Maur
Rue Saint-Maur é uma estação da linha 3 do Metrô de Paris, localizada no 11.º arrondissement de Paris.

## Localização
A estação está localizada na avenue de la République entre a rue Saint-Maur e a Rue Servan.

## História
O antigo nome da estação, Saint-Maur, foi transformado em 1 de setembro de 1998 em Rue Saint-Maur, a fim de não ser confundido com as estações do RER situadas na comuna de Saint-Maur-des-Fossés, a sudeste de Paris.
Em 2011, 2 846 171 passageiros entraram nesta estação. Ela viu entrar 2 960 155 passageiros em 2013, o que a coloca na 182ª posição das estações de metrô por sua frequência em 302.

## Serviços aos Passageiros

### Acessos
A estação possui três acesso que levam ao n° 71, rue Servan, ao n° 91, rue Saint-Maur e ao n° 1, rue des Bleuets e não tem qualquer correspondência com a rede de ônibus RATP.

## Pontos turísticos
- ESCP Business School
- Lycée Voltaire

## Galeria de fotografias

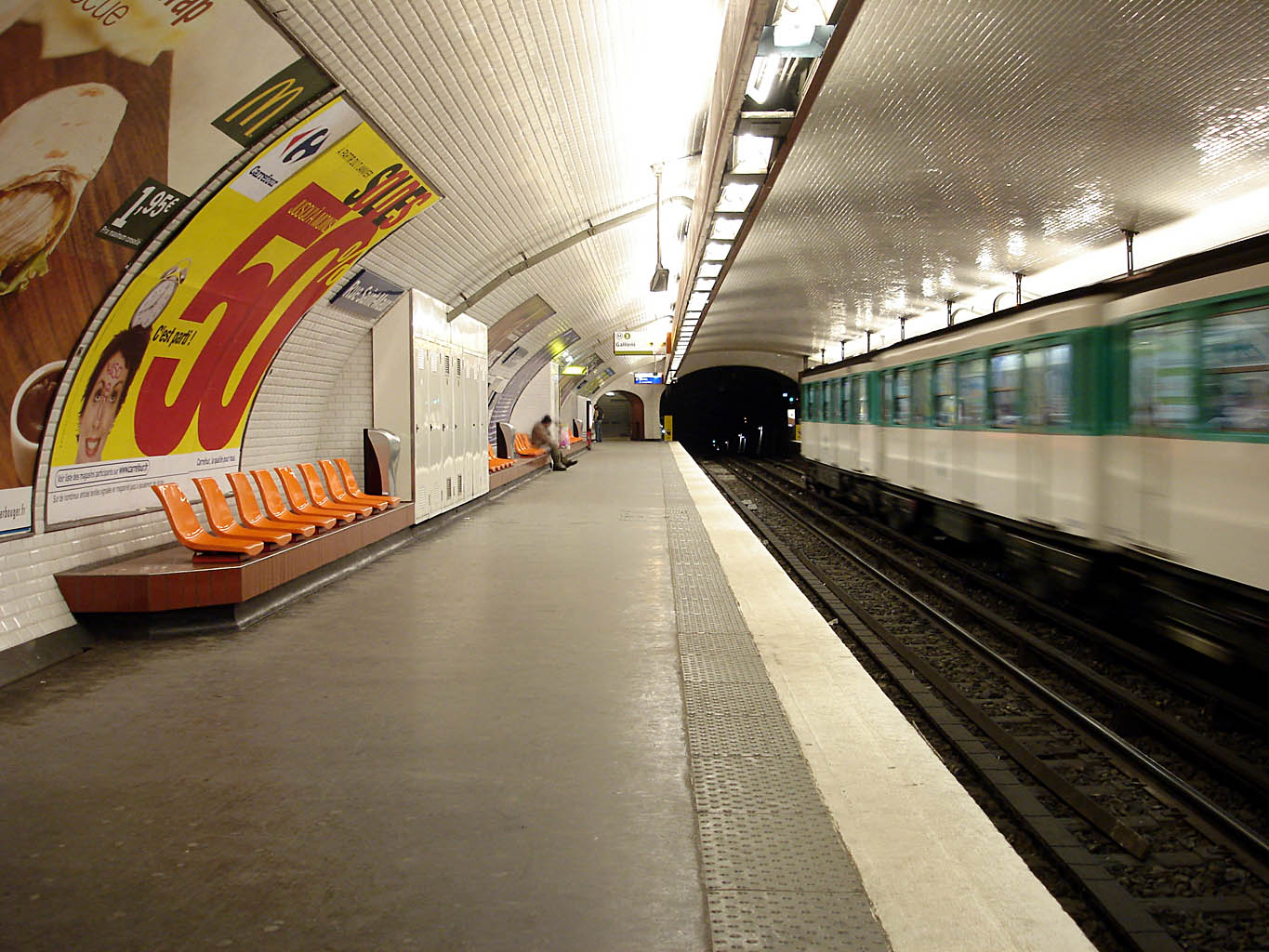
Plataforma de Gallieni.
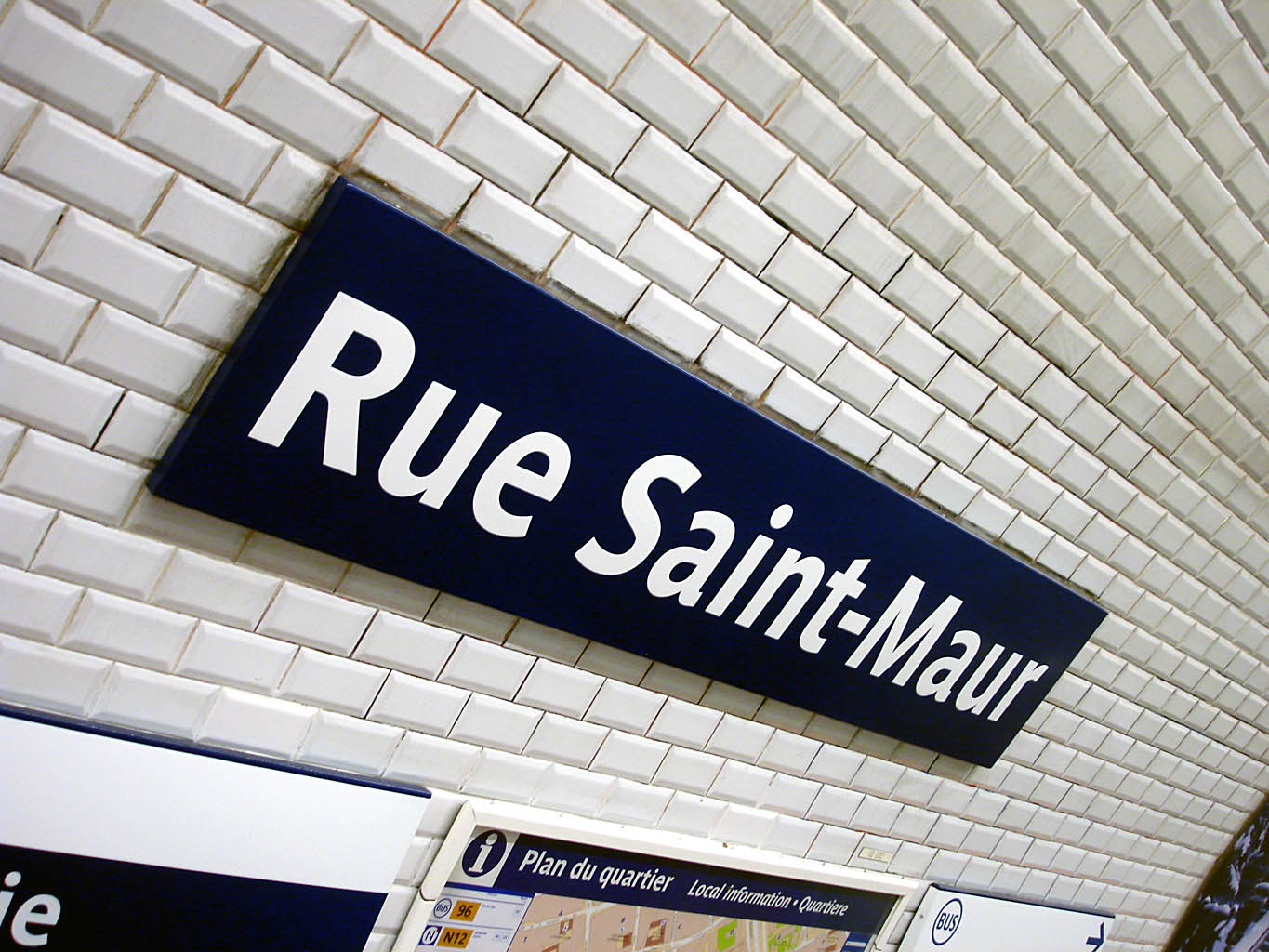
Placa esmaltada.
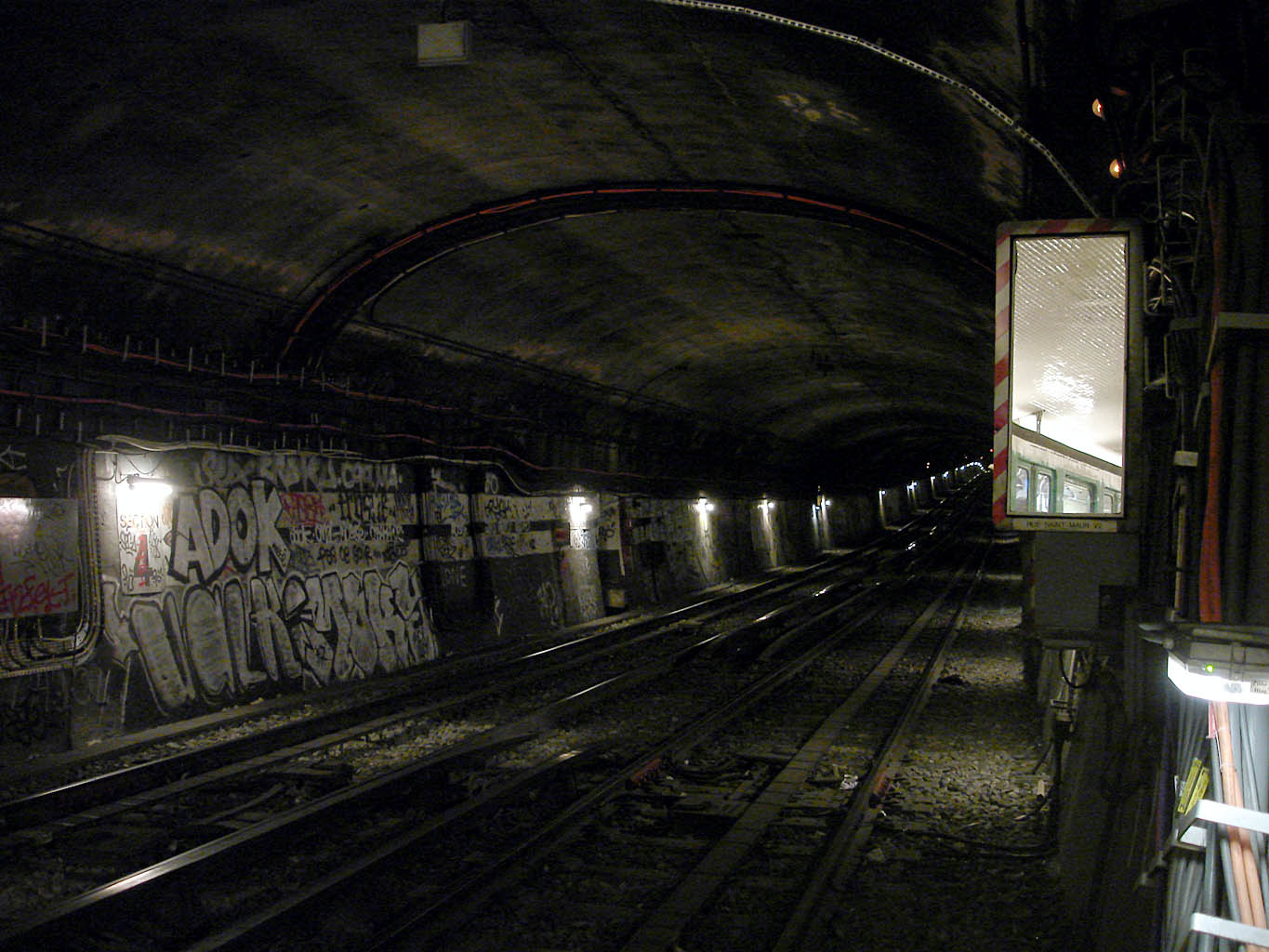
O túnel para Gallieni.